# Postrzelenie Jacoba Blake’a

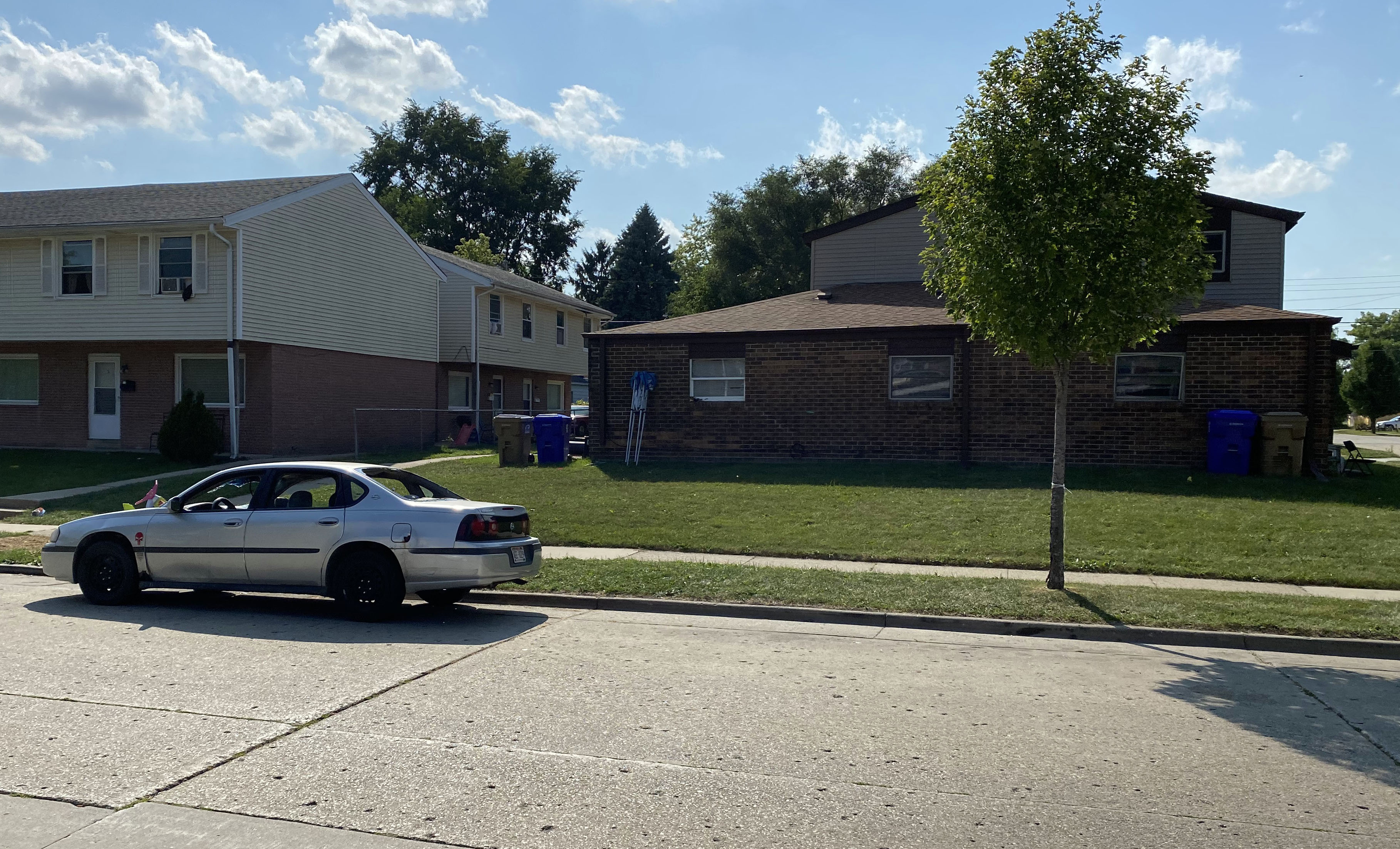
Miejsce postrzelenia Jacoba Blake'a w Kenosha

Postrzelenie Jacoba Blake’a – 23 sierpnia 2020 roku Jacob Blake, 29-letni czarny mężczyzna, został postrzelony przez policjanta Rustena Sheskeya w Kenosha, w stanie Wisconsin. Wydarzenie wywołało protesty, które były częścią ruchu Black Lives Matter. Na skutek postrzału Blake jest sparaliżowany od pasa w dół.

## Przebieg wydarzenia
23 sierpnia 2020 policja otrzymała zgłoszenie od kobiety, która twierdziła, że Blake, ojciec jej dzieci, grozi, że zniszczy jej samochód. Po otrzymaniu zgłoszenia policjanci uzyskali informacje o nakazie aresztowania Blake’a w związku z wcześniejszymi zarzutami o molestowanie seksualne i napastowanie kobiety, która domagała się interwencji. Po przybyciu na miejsce policjanci próbowali aresztować Blake’a, ten się opierał, policjanci użyli paralizatora. Blake udał się do samochodu, odwrócił się by sięgnąć po jakiś przedmiot. W tym momencie policjant Rusten Sheskey oddał 7 strzałów, 4 w plecy i 3 w bok.

## Protesty
Natychmiast po wydarzeniu w mediach społecznościowych opublikowano nagranie z próby zatrzymania Blake’a. Po publikacji nagrania wybuchły protesty w miejscowości Kenosha, kilkaset osób wykrzykiwało m.in. okrzyk "Black Lives Matter". Protestujący starli się z policją, rzucali w policje butelkami z wodą, spalono samochody i jedną z restauracji w mieście.
Podczas jednego z protestów po wydarzeniu 17-letni Kyle Rittenhouse śmiertelnie postrzelił dwóch protestujących i ranił jednego.

## Proces
5 stycznia 2021 prokurator generalny Hrabstwa Kenosha ogłosił, że nie ma podstaw do postawienia zarzutów wobec policjantów interweniujących w sprawie Blake’a.